# Воллес Карозерс
Во́ллес Г'ю́м Каро́зерс (англ. Wallace Hume Carothers; 27 квітня 1896, Берлінгтон, штат Айова, США — 29 квітня 1937, Філадельфія, штат Пенсільванія, США) — американський хімік, винахідник й провідний хімік-органік компанії DuPont. Винайшов спосіб отримання полімерного матеріалу — нейлону.
Воллес Карозерс керував експериментальною лабораторією DuPont, що знаходилась поблизу міста Вілмінгтон у штаті Делавер. Основна частина досліджень вченого у галузі полімерів була виконана саме там. Карозерс був блискучим хіміком-органіком, який, крім синтезу нейлону, також суттєво посприяв розробці способу отримання неопрену.

## Молоді роки
Воллес Карозерс народився 27 квітня 1896 року в м. Берлінгтон, штат Айова. Його пращури по батьківській лінії мали шотландські корені й мешкали у штаті Пенсільванія. Вони були землеробами й ремісниками. Його батько, Айра Г'юм Карозерс, що народився у 1869 році на фермі у штаті Іллінойс, закінчив загальну школу у 19-річному віці. Згодом він подався на викладацьку роботу протягом 45 років працював викладачем та віце-президентом у Столичному комерційному коледжі у місті Де-Мойн (Айова). Воллес Г'юм Карозерс був першим науковцем у родині.
По материнській ліні предки Воллеса мали шотландсько-ірландське походження, вони також займались переважно, землеробством й ремеслом. Вони були великими шанувальниками музики, що пояснює інтерес до музики, що його проявляв В. Карозерс. Його матір, Марія Еваліна Макмаллін з Берлінгтона мала значний вплив на Воллеса у дитинстві.
Воллес був найстаршою дитиною у сім'ї, у нього був брат Джон і дві сестри — Ізабель та Мері. Сестра Ізабель, що виступала у складі тріо «Клара, Лу енд Ем» (під псевдонімом Лу), була йому особливо близькою. Її смерть у січні 1936 року стала таким ударом для Воллеса, що він не зміг змиритись з цією втратою до кінця свого життя.
Після закінчення школи у вересні 1915 року Воллес вступив до коледжу Таркіо у штаті Міссурі. Спочатку він планував займатись англійською, але згодом перевівся на хімічне відділення під впливом його декана Артура Парді. Карозерс досяг такого успіху в хімії, що ще до закінчення навчання почав викладати хімію. І коли Парді покинув коледж (його запросили на посаду декана хімічного факультету в Університеті Південної Дакоти), Карозерсу довелося вести заняття з хімії у старших курсів. Воллес закінчив Таркіо у 1920 році у віці 24 років із здобуттям ступеня бакалавра. Після цього він вступив до Іллінойського університету для здобуття ступеня магістра, якого він і був удостоєний у 1921 році під керівництвом професора Карла Марвела.
У 1921—1922 навчальному році Карозерс викладав хімію в Університеті Південної Дакоти. Саме тут він розпочав свої самостійні дослідження, результатом яких була публікація статті в журналі Американського хімічного товариства (англ. American Chemical Society, ACS).
Згодом він повернувся в Іллінойський університет для здобуття докторського ступеня під керівництвом Роджера Адамса. Він спеціалізувався в галузі органічної хімії й певною мірою — в галузі фізичної хімії та математики. За дисертацію на тему «Каталітичне відновлення альдегідів на оксиді платини („платинова чорнота“) та вивчення впливу активаторів й інгібіторів цього каталізатора у процесах відновлення різних сполук» у 1924 році Карозерс здобув ступінь доктора наук. У 1922—1923 роках він працював науковим співробітником, а у 1923—1924 роках був удостоєний премії Кара, яка у той час була найпрестижнішою премією університету.

## Кар'єра
Після здобуття ступеня доктора учений два роки викладав органічну хімію в Іллінойському університеті, а у 1926 перейшов на таку ж посаду в Гарвардський університет. Джеймс Браянт Конант, президент Гарварду у 1933 році, говорив про нього:
«Для досліджень доктора Карозерса характерним є високий ступінь оригінальності, що зберігся протягом усієї його подальшої роботи. Він ніколи не був прихильником торованого шляху й не намагався застосовувати усталені підходи до пояснення тих чи інших органічних реакцій. Його перші погляди на реакцію полімеризації й структуру високомолекулярних сполук зародились під час роботи у Гарварді»..
У 1929 році його було обрано помічником головного редактора журналу Американського хімічного товариства, у 1930 році вчений стає редактором розділу «Органічний синтез».

## Робота в DuPont
У 1927 році керівництво компанії DuPont вирішило розпочати фундаментальні, чисто наукові дослідження, не спрямовані конкретно на розвиток бізнесу й виробництво нових комерційних продуктів. Карозерса запросили у Вілмінгтон (штат Делавер), щоб запропонувати йому очолити відділення органічної хімії при новій лабораторії в DuPont.
Рішення покинути академічну діяльність було важким для Карозерса. Спочатку він відмовився від пропозиції працювати в DuPont, пояснив, що «я страждаю розладами психіки, які можуть являти собою набагато серйознішу проблему при роботі в компанії, ніж у дослідницькій діяльності». Попри це визнання, співробітник DuPont, Гамільтон Бредшоу, вирушив до Гарварду з метою переконати Воллеса змінити своє рішення. Запропонована йому платня становила $500 на місяць проти $267 у Гарвардському університеті.
Пізніше у листі до товариша по коледжу Вілкоу Мачетанзу (сусід по кімнаті у Таркіо), Карозерс писав про посилення своїх депресивних переживань:
«Навіть зараз, беручи до уваги всі ті переваги, запропоновані мені з чистої великодушності чи з доброї волі, я знаходжу себе нездатним робити навіть деякі тривіальні речі, на зразок вирішення простих побутових проблем та людських відносин. Це відбувається, мабуть, через тупість, або страх, або егоїзм і просто байдужість та повну відсутність почуттів».

### Неопрен
Карозерс почав працювати у лабораторії компанії DuPont з 6 лютого 1928 року. Його основним завданням було синтезувати полімери з молекулярною масою понад 4200, яка на той час була досягнута Емілем Фішером.
До літа 1928 року Карозерс уже міг похвалитися невеликим штатом учених-дослідників. Це були хіміки з докторськими ступенями та двоє його консультантів: Роджер Адамс і Карл Марвел, його наукові керівники по магістратурі й докторантурі з Іллінойського університету. Лабораторія, в якій працювали ці провідні вчені, стала знана як «Зала чистої науки» (англ. Puruty Hall). Однак до середини 1929 року у «Залі чистої науки» не вдавалось створити полімер з молекулярною масою, що суттєво перевищувала б 4000, як спочатку планувалось.
У січні 1930 заступником керівника хімічного департаменту компанії, й, відповідно, безпосереднім шефом Карозерса став доктор Елмер К. Болтон. Болтон висловив побажання отримати практичні результати у наступному 1930 році, і воно було виконане. Він орієнтував Карозерса на вивчення властивостей ацетиленових полімерів з метою створення синтетичного каучуку. У квітні 1930 один із співробітників Карозерса, доктор Арнольд М. Коллінз, отримав хлоропрен — рідину, яка полімеризується з утворенням твердого матеріалу, схожого на ґуму. Цей продукт був одним з перших синтетичних каучуків та відомий тепер як неопрен.

### Поліефіри
У тому ж році доктор Джуліан Гілл, ще один член команди Карозерса, знову спробував отримати поліефір з молекулярною масою понад 4000. Його зусилля незабаром увінчалися успіхом: було створено синтетичний полімер з молекулярною масою близько 12000. Висока молекулярна маса дозволила при плавлення полімеру витягнути його в тонкі волокна. Таким чином, був створений перший синтетичний шовк, названий хіміками «поліестер».
Синтез поліефірів та поліамідів — приклад поліконденсації, при якій відбувається ступінчасте нарощування довжини макромолекули. Карозерс розробив теорії поліконденсації й вивів рівняння, що пов'язує середню ступінь полімеризації та ступінь перетворення («конверсії») мономера у полімер. Це рівняння показало, що для отримання полімерів з високою молекулярною масою потрібен високий ступінь конверсії (це стосується лише реакцій поліконденсації).
Ще одне синтетичне волокно, яке було пружним і міцним, Гілл створив шляхом співполімеризації гліколів та кислот за пониженого тиску. Цьому продукту не судилося стати комерційним — поміщений у теплу воду, полімер знову перетворювався на липку масу.
У 1932 році угода, за якою Карозерс був взятий на роботу у DuPont, була змінена доктором Болтоном. «Зала чистої науки» тепер мала зосередитись на «здійсненні робіт, що були тісніше пов'язані з інтересами компанії». Це означало, що кошти були переспрямовані від фундаментальних досліджень до комерційних. Карозерс ніяк не бачив себе як комерційного дослідника. Він допускав, що вся дослідницька робота буде обмежуватися двома-трьома пропозиціями, що випливають з інтересів компанії DuPont. Карозерс облишив дослідження полімерів на декілька років.

### Поліаміди
У 1934 році Карозерс знову зайнявся волокнами. Тепер команда досліджувала співполімеризацію заміщених амінів з гліколями з метою отримання полімеру під назвою поліамід. Ці речовини були стабільнішими, ніж поліефіри, з числа отримуваних за допомогою гліколів. Схильність поліамідів до підвищеної кристалічності через водневі зв'язки обумовлювала високі механічні властивості. Його дослідження привели до винайдення низки нових поліамідів. Лабораторні роботи за цим проєктом проводились докторами Петерсоном та Коффманом. Згодом, для проведення досліджень у рамках цієї теми було призначено доктора Джерарда Берше.
Саме в цей плідний період досліджень, влітку 1934 року, підійшовши впритул до винаходу нейлону, Карозерс раптом зник. Він просто не вийшов на роботу, і ніхто не знав, де він перебував. Його було виявлено у невеликій психіатричній клініці ім. Пінель, недалеко від знаменитої клініки Фіппс, пов'язаної з лікарнею Джона Хопкінса в Балтіморі. Мабуть, він був настільки пригнічений, що поїхав у Балтимор на консультацію до психіатра, який і дав направлення йому у клініку.

### Нейлон
Невдовзі після виписки з клініки, Карозерс повернувся на работу в DuPont. Болтон доручив йому працювати над поліамідами.
Роботи вченого в області лінійних полімерів з великою молекулярною масою почалися як серйозний крок в незвідану область, спочатку без будь-яких практичних цілей. Компанія вважала, що дослідження в цій новій області хімії і будь-які прориви в науці полімерів представлятимуть цінність для DuPont. В ході досліджень, Воллесом були отримані деякі полімери з цікавими властивостями, які залишалися високов'язкими навіть при високих температурах. Було відзначено, що з цих полімерів у розплавленому вигляді дуже зручно витягуються нитки. Вся увага проєкту змістилася на новий матеріал, і незабаром було відпрацьовано спосіб отримання нейлону.
28 лютого 1935 року, він отримав пів-унції полімеру, згодом названого поліамід-6,6. З ним було досить важко працювати, через високу температуру плавлення, але Болтон вибрав саме цей поліамід як один з цікавих матеріалів з комерційної точки зору. Помічником Карозерсу по цій темі призначили Грейса Джорджа. Зрештою, Грейс відтіснив Карозерса і став лідером проєкту. Крім того, ще десятки хіміків та інженерів працювали над отриманням з поліаміду-6,6 зручнішого для переробки комерційного продукту.

## Особисте життя, шлюб та розладнання психіки
В 1931 году Карозерс перебрався у будинок в м. Вілмінгтон, який згодом став відомим як «Віскі Ейкерс» (англ. Whiskey Acres), разом з трьома колегами з DuPont. Він не був відлюдником, але його депресивні настрої часто заважали йому насолоджуватися усіма принадами життя, в яких його сусіди по кімнаті нерідко брали участь. У листі до близького друга, Френсіса Спенсера, він сказав:
«Мало що можна розповісти про мої заняття, крім хімії. Я живу в даний час з трьома іншими холостяками, і вони звикли, відповідно до статусу, ходити в високих циліндрах і білих краватках. А я, за своїм старим звичаєм, похмуро сиджу дома».
 Приблизно у той же час, Карозерс показав Джуліану Гіллу, що він завжди тримає при собі капсулу з ціанідом, прив'язану до ланцюжка від годинника.

Карозерс ненавидів публічні виступи, хоча це і було необхідним для підтримання його наукового авторитету. У листі до Вілкі Мачетанзу в січні 1932 року, він розповідав: 
«Я виступав під час свят з доповіддю на конференції з органічної хімії. Моя промова була досить добре сприйнята аудиторією. Однак очікування цього виступу відняли у мене декілька попередніх тижнів, і потрібно було вдаватися до значних кількостей алкоголю, щоб заспокоїти нерви … Моя нервозність, похмурість і психічна нестійкість посилюються з часом, і вживання алкоголю вже не дає потрібного ефекту. Майбутній 1932 рік уже зараз здається мені глибоко чорним».
Життя вченого в цей час було дуже насиченим. У нього був роман з одруженою Сильвією Мура, яка потім в 1933 році подала на розлучення з чоловіком. У той же час, він був стурбований фінансовими проблемами своїх батьків і планував перевезти їх у Вілмінгтон. Не замислюючись про можливі емоційних наслідки цього кроку, він купив будинок в Арден приблизно в десяти милях (16 км) від місця роботи і перебрався у нього разом з батьками. Тоді йому було 37. Відносини з батьками незабаром стали напруженими. Карозерс як і раніше зустрічався з Сильвією Мура, тепер уже самотньою, але його батьки дуже не схвалювали цей зв'язок. Сім'я в результаті втомилася від постійних розбіжностей, і навесні 1934 його батьки повернулися в Де-Мойн.
Пройшло кілька років, і 21 лютого 1936 року Карозерс одружився з Гелен Світман, з якою зустрічався на той час уже два роки. Вона була з сім'ї бухгалтера Вілларда Світмана. Гелен працювала у DuPont спеціалісткою з підготовки патентних заявок, мала ступінь бакалавра з хімії.
Незабаром після цього, 30 квітня 1936 року, Карозерс був обраний у Національну академію наук, членство в якій було дуже почесним. Карозерс, по суті, був першим промисловим хіміком-органіком, який удостоївся цієї честі. Проте до червня 1936 року, попри загальне визнання його внеску в науку, Карозерс все ще не міг позбутися нападів меланхолії, яка заважала працювати. На початку червня він був прийнятий у Філадельфії до філії госпіталю Пенсільванії, престижної психіатричної лікарні, де його психіатром був доктор Кеннет Аппель. Через місяць він отримав відпустку для здійснення з друзями і колегами по роботі двотижневого походу в тірольські Альпи. Серед них були Роджер Адамс і Джон Флек. Незабаром друзі його покинули, і він залишився в горах, наданий сам собі, без зв'язку з будь-ким, навіть зі своєю дружиною. Після 14 вересня, він з'явився на робочому місці в лабораторії DuPont. Відтоді від вченого вже не чекали якогось реального прогресу в науковій роботі, він просто повинен був періодично відвідувати лабораторію. Він знову почав жити у «Віскі Ейкерс», на прохання дружини, яка не відчувала себе емоційно досить сильною, щоб залагоджувати його психологічні проблеми.
8 січня 1937 року сестра ученого Ізабель померла від пневмонії. Воллес і Гелен Карозерси поїхали в Чикаго для участі в панахиді, а потім в Де-Мойн на похорон. Як і раніше, вчений їздив до Філадельфії для відвідин свого психіатра, доктора Аппеля. Останній сказав другові Карозерса, що, на його думку, самогубство — найімовірніший результат справи Воллеса.
28 квітня 1937 року Карозерс був на роботі в лабораторії. Наступного дня він наклав на себе руки, знявши номер у готелі Філадельфії і прийнявши ціаністий калій, розчинений у лимонному соку, знаючи, що вживання ціаніду в кислому розчині значною мірою активізує швидкість і вплив отрути. Записки знайдено не було 27 листопада 1937, через сім місяців після цієї події, народилася його дочка, що отримала ім'я Джейн.

## Патенти
- U.S. Patent 1 995 291 «Alkylene Carbonate and Process of Making It», filed November 1929, issued March 1935
- U.S. Patent 2 012 267 «Alkylene Ester of Polybasic Acids», filed August 1929, issued August 1935
- U.S. Patent 2 071 250 «Linear Condensation Polymers», filed July 1931, issued February 1937